# 悦金蝉蛛
悦金蝉蛛（学名：Phintella suavis）为跳蛛科金蝉蛛属的动物。

## 分佈
分布于马来半岛、尼泊尔、越南以及中国大陆的广东、云南等地。

## 外部連結
- 維基物種上的相關：悦金蝉蛛